# 札幌市保健所
札幌市保健所（さっぽろしほけんじょ）は、地域保健法に基づき札幌市中央区のWEST19ビル内に置かれている保健所である。札幌市は政令指定都市であるため、国から一号市に指定されている。

## 経緯
- 1948年（昭和23年） - 国から保健所政令市に指定され、札幌市役所所轄の札幌市保健所が発足。
- 1972年（昭和47年） - 4月1日をもって札幌市は政令指定都市となる。

## 所在地・組織
札幌市中央区大通西19丁目　（WEST19ビル 3階）
- 健康企画課
- 感染症総合対策課
- 医療政策課
- 生活環境課
- 環境衛生課
- 食の安全推進課

## 交通手段
- 札幌市営地下鉄東西線「西18丁目駅」1番出口

## 保健施設
- 広域食品監視センター　（中央区北12条西20丁目）
- 動物管理センター　（西区八軒9条東5丁目）